# 柯耀東
柯耀東（1933年—2021年12月20日），臺灣南投縣草屯鎮人，南投手工藝研習所職員，水墨畫家，作品以農村為主題。

## 生平

### 早年事蹟
柯耀東出生於南投草屯，1933年次，兒時在草屯石頭埔放牛。
柯耀東就讀台中師範二年級時因肺疾而休學。由於對繪畫有興趣，他就寧願到草屯的戲院以畫電影看板維生，並利用假日到處看畫。草屯曾先後高達8間電影院，市區就有進發、大世界、大觀、銀宮、草屯、東亞。柯耀東因替進發戲院工作，認識小他6歲的進發戲院老闆女兒郭皆貴，進而相戀結婚。郭皆貴少女時有「草屯才女」之稱，擅工筆花鳥與燒窯釉彩。「戲院千金愛上畫電影看板窮小子」成為藝壇津津樂道的故事。
柯耀東在大世界戲院擔任電影廣告畫師時，僅以收奶粉、尿布的報酬，就替草屯玫瑰聖教堂繪製3幅聖像，受美籍華勞德神父稱讚其畫作。1958年，八二三砲戰爆發時，柯耀東會替不識字的士兵家屬以畫圖來寫信。柯耀東在有孩子後，不再從畫電影看板，進入南投手工藝研究所工作。

### 藝術創作
柯耀東在三十六年公務生涯中，除工作接觸工藝美術，閒暇也磨練美術技巧。他的水墨畫以家園農村、農夫生活為主。畫作經常以南投的山水、牛車、鄉野為焦點，這使柯耀東被視為鄉土畫家。作品曾得過第22、23及25屆全省美展國畫優選，台灣省公教美展國畫第3名。他為了讓水墨畫能自己題字，也勤練書法。
在藝術交流上，柯耀東也擔任草屯九九美術會首任會長，並任南投縣書法學會顧問、南投縣美術學會常務理事。他會與蔡榮祐、謝棟樑、李轂摩、陳庭詩等藝術家往來。
柯耀東與簡銘山、白滄沂、王英信、游守中等藝術家都在台14線沿路作藝術駐點。柯耀東將自己在草屯鎮平林里九九峰的別墅兼畫室取名「耕雲齋」，闢地下室為畫作展覽室。每當客人來訪，柯耀東會以樂器彈奏配合妻子唱歌，使客人對這家庭留下深刻的印象。柯耀東下一代也有受美術教育，如次子柯適中畢業於國立藝專美術科、長媳巫雅聆畢業於竹山高中美工組、二媳陳淑欣為新竹師專美勞科。
2018年5月25日，柯耀東妻子郭皆貴以80歲去世。2020年9月3日至25日，國立彰化生活美學館為慶祝中部四縣市寫生比賽舉辦60周年，邀請第一屆得獎人柯耀東為主視覺題字。2021年12月20日，柯耀東去世。